# タカハタ電子
株式会社タカハタ電子（タカハタでんし、英: Takahata Electronics Corporation）は山形県米沢市で創業し、山形県米沢市に本社を置く液晶デジタルシステム事業・ものづくりソリューション事業・物流・生産システム事業（自社ブランド）などを行っている日本の製造業者である。

## 会社概要
1966年設立の高畠電子製作所（のちの高畠電子株式会社）が前身。1968年家電メーカーであるシャープの栃木工場進出に伴い、1974年にシャープとの資本提携のもと、高畠電子株式会社のテレビ部門が独立して、「タカハタ電子株式会社」を設立。
1985年のシャープによる世界初液晶パネル試作成功により、1986年に液晶事業へ参入し、以後シャープからの液晶テレビ生産受託で急成長を遂げる。
同時期に、部品等の取り間違いをゼロにするための社内物流改善に取り組み、最低人数で効率的な集品が出来るようにするための仕組み作りに取り組んだ結果、5色5ボタンの表示器を部品棚へ設置する「5釦式デジタルピッキングガイドシステム」の運用を開始。部品の取り違いをゼロにする事に成功した後、1988年に山形県内企業で出展した展示会に大手食品会社が来場し引合いを受けたことにより、食品業界に物流生産システムを販売。これを足がかりに各業界へシステムの販売を開始。現在の物流・生産システム事業の先駆けとなった。

## 沿革
- 1974（昭和49年） 株式会社タカハタ電子設立
- 1976（昭和51年） 家庭用VTR量産開始
- 1984（昭和59年） インサーキットテスター（高速回路検査装置）開発販売
- 1985（昭和60年） LEDを利用した各種表示機器の開発販売
- 1986（昭和61年） インサーキットテスターAT9000発売開始、液晶テレビ生産に着手
- 1988（昭和63年） デジタルピッキングシステム（物流仕分け装置）の販売開始　→5釦式デジタルピッキングガイドシステムを商品化
- 1989（平成 元年） 世界初液晶カラービューファインダーの開発に成功
- 1989（平成 元年） 東京営業所開設
- 1991（平成 3年） テック協同組合の設立
- 1992（平成 4年） 国際品質規格　ISO9002認証取得
- 1994（平成 6年） 国際品質規格　ISO9001認証取得
- 1998（平成10年） ニューロジスティック協同組合の設立
- 2005（平成17年） 環境国際品質規格　ISO14001認証取得
- 2008（平成18年） 本社敷地内に新工場完成
- 2009（平成21年） 医療機器製造業認可取得(一般)
- 2009（平成21年） 東京営業所を東京都千代田区外神田に移転
- 2010（平成22年） 医療機器国際品質規格　ISO13485認証取得、株式会社ティーワイテクノを完全子会社化、第39回「山形県産業賞（個人：安房代表取締役）」受賞
- 2012（平成24年） 仙台営業所開設
- 2013（平成25年） 第三種 医療機器製造販売業 認可取得
- 2014（平成26年） 大阪営業所開設、名古屋営業所開設、福岡営業所開設
- 2016（平成28年） SONY グリーンパートナー認証取得
- 2017（平成29年） 看護師向け世界最小有機ＥＬ「ナースライト」発売開始、経済産業省「地域未来牽引企業」に認定
- 2018（平成30年） デジタル仕分け無線表示器用「充電機能付きマルチラック」販売開始[2]、国際物流総合展2018に出展、安房代表取締役会長（CEO）就任、渡部代表取締役社長（COO）就任
- 2019（平成31年） スマート工場展EXPO2019に出展、ロジスティクスソリューションフェア2019に出展、名古屋スマート工場EXPO2019に出展、6次産業化EXPOに出展
- 2020（令和 2年） スマート工場展EXPO2020に出展、国際物流総合展2020[3]に出展、小さい部品を瞬時にカウント 「パーツカウンター」発売開始

## 事業所
- 本社、本社工場 - 山形県米沢市
- 東京営業所 - 東京都千代田区
- 名古屋営業所 - 愛知県名古屋市中村区
- 大阪営業所 - 大阪府大阪市淀川区
- 福岡営業所 - 福岡県福岡市中央区

## 主な製品
- デジタルピッキングシステム
- 液晶モニタ
- 有機EL照明
- 常温食品乾燥機
- 温湿度計
- 生産進捗管理表示板

## 関連会社
- 高畠電子株式会社（山形県東置賜郡高畠町大字山崎122）
- 高陽電子株式会社（山形県米沢市窪田町窪田1228）
- テック協同組合（山形県米沢市窪田町窪田1188）